# وفاء العديني
وفاء العديني (1985-2024) هي صحفية فلسطينية من قطاع غزة. نشطت في المجال الصحفي الأجنبي منذ ما يزيد عن 15 عامًا. حيث ساهمت خلالها في نقل معاناة الشعب الفلسطيني باللغة الإنجليزية. إغتالها الإحتلال الصهيوني فجر يوم الإثنين 30 سبتمبر 2024.

## مسيرتها
عملت العديني مديرة لوحدة الإعلام الخارجي في مؤسسة الثريا للإعلام، ونشطت في المجال الصحفي الأجنبي منذ ما يزيد عن 15 عامًا. حيث ساهمت خلالها في نقل معاناة الشعب الفلسطيني باللغة الإنجليزية التي تحترفها عبر كتابة المقالات وإدارة النقاشات وتنظيم المؤتمرات، إلى جانب مشاركتها في معارض الصور والأفلام القصيرة الناطقة باللغة الإنجليزية.
وأسهمت العديني خلال الحرب الإسرائيلية على قطاع غزة، فكتبت مئات التقارير التي توثق وتفضح جرائم الاحتلال الإسرائيلي بحق المدنيين. ويحسب للصحفية العديني أنها كانت مرجعًا وأمًا لعشرات الصحفيين الناشئين المتحدثين باللغة الإنجليزية، وكانت تعتني بهم عبر تنظيم لقاءات وورش عمل من أجل تطوير قدراتهم ومهاراتهم. وباستشهاد العديني، يرتفع عدد الشهداء الصحفيين إلى 175 صحفياً وصحفيةً، منذ بدء حرب الإبادة الجماعية على قطاع غزة.

## إستشهادها
وقتل جيش الاحتلال ليلة الأحد 29 سبتمبر 2024، الصحفية وفاء العديني وزوجها واثنين من أطفالها، بقصف منزل عائلة العديني في دير البلح وسط قطاع غزة فجرًا، ما يرفع عدد الصحافيين الشهداء منذ السابع من أكتوبر إلى 174 صحفية وصحفي.